# Guasapampa
Guasapampa es una localidad situada en el departamento Minas, provincia de Córdoba, Argentina.
Se encuentra situada en el Valle de Traslasierra, en el noroeste cordobés, a aproximadamente 160 km de la capital provincial, al pie de las homónimas sierras de Guasapampa
La principal actividad económica de la comuna es el miniturismo o el turismo en pequeña escala, seguida por la agricultura y la ganadería. La minería también forma parte de la economía local.
El clima de la comuna es templado con estación seca, el río de mayor importancia es el Río Guasapampa.

## Población
Cuenta con 199 habitantes (Indec, 2022), lo que representa un incremento del 33% frente a los 129 habitantes (Indec, 2010) del censo anterior.
| Gráfica de evolución demográfica de Guasapampa entre 2001 y 2022 |
|                                                                  |
| Fuente: Censos nacionales del INDEC                              |

## Sismicidad
La región posee sismicidad media; y sus últimas expresiones se produjeron:
- 22 de septiembre de 1908 (116 años), a las 17.00 UTC-3, con 6,5 Richter, escala de Mercalli VII; ubicación 30°30′0″S 64°30′0″O / -30.50000, -64.50000; profundidad: 100 km ; produjo daños en Deán Funes, Cruz del Eje y Soto, provincia de Córdoba, y en el sur de las provincias de Santiago del Estero, La Rioja y Catamarca.

- 16 de enero de 1947 (78 años), a las 2.37 UTC-3, con una magnitud aproximadamente de 5,5 en la escala de Richter (terremoto de Córdoba de 1947)[1]

- 28 de marzo de 1955 (70 años), a las 6.20 UTC-3 con 6,9 Richter: además de la gravedad física del fenómeno se unió el desconocimiento absoluto de la población a estos eventos recurrentes (terremoto de Villa Giardino de 1955)

- 7 de septiembre de 2004 (20 años), a las 8.53 UTC-3 con 4,1 Richter

- 25 de diciembre de 2009 (15 años), a las 21.42 UTC-3 con 4,0 Richter

La Defensa Civil municipal debe realizar anualmente simulacro de sismo; y advertir con abundante señalética sobre escuchar - obedecer